# Сант'Алесио Сикуло
Сант'Алѐсио Сику̀ло (на италиански: Sant'Alessio Siculo; на сицилиански: Sant'Alessiu Siculu, Сант'Алесиу Сикулу) е морско курортно село и община в Южна Италия, провинция Месина, автономен регион и остров Сицилия. Разположено е на брега на Йонийско море, на месинския пролив. Населението на общината е 15 777 души (към 2011 г.).